# Resistenza di contatto
La resistenza termica di contatto si crea fra due superfici aventi differente temperatura. Quando due superfici diverse si mettono in contatto, tale contatto non è ideale, ma formato da un numero discreto di punti, tali punti si definiscono ponti termici perché attraverso di essi avviene lo scambio di energia termica (calore).
Lo scambio avviene per conduzione anche attraverso le zone non a contatto, ma l'aria presente fra di esse è un ottimo isolante termico. Il caso limite si ha in ambito spaziale (o in generale in condizioni di vuoto) in cui lo scambio termico può avvenire solo per irraggiamento (notevolmente meno intenso) e non più per conduzione. Analiticamente quindi tali spazi vuoti si possono considerare come una resistenza termica di contatto.
La resistenza dipende dal tipo di materiale, dalla regolarità della sua superficie e dalla pressione all'interfaccia. 
Per migliorare lo scambio termico si può quindi aumentare lo schiacciamento reciproco tra le superfici, o inserire tra le superfici un materiale di riempimento (filler) avente conducibilità termica maggiore dell'aria.